# 장률 (배우)
장률(張栗, 1989년 2월 14일 ~ )은 대한민국의 배우이다.

## 학력
- 계원예술고등학교 연극영화과 (졸업)
- 한국예술종합학교 연극원 연기과 (예술사)

## 출연작

### 영화
- 《악질경찰》 (2019년) - 강력팀원 3 역
- 《수련회 가는 날》 (2018년) - 선생님 역
- 《조선명탐정: 흡혈괴마의 비밀》 (2018년) - 최재경 역
- 《한 마디 껌》 (2017년) - 승재 역
- 《커피 느와르: 블랙 브라운》 (2017년) - 창범 역
- 《마스터》 (2016년) - 원네트워크 남직원 3 역
- 《흔들리는 사람에게》 (2016년) - 승현 역
- 《기념사진》 (2016년) - 신랑 역
- 《방관자》 (2013년) - 노민구 역

### 드라마
- 《춘화연애담》 (2025년, TVING) - 최환 역
- 《정신병동에도 아침이 와요》 (2023년, Netflix) - 황여환 역
- 《몸값》 (2022년, TVING)
- 《금수저》 (2022년, MBC) - 서준태 역
- 《마이 네임》 (2020년, 넷플릭스) - 도강재 역
- 《비밀의 숲 2》 (2020년, tvN) - 경찰청 수사구조혁신단 소속 주임 역
- 《트레인》 (2020년, OCN) - 박태경 역
- 《KBS 드라마 스페셜 - 렉카》 (2019년, KBS2) - 김도훈 역
- 《시크릿 부티크》 (2019년, SBS) - 이주호 역
- 《아스달 연대기》 (2019년, tvN) - 아사욘 역
- 《으라차차 와이키키 2》 (2019년, JTBC)
- 《무법 변호사》 (2018년, tvN)
- 《밥 잘 사주는 예쁜 누나》 (2018년, JTBC)
- 《나의 아저씨》 (2018년, tvN)

### 연극
- 《마우스피스》 - 데클란 역
- 《킬롤로지》 - 데이비 역
- 《M.Butterfly》 - 송 릴링 역
- 《프라이드》 - 올리버 역
- 《썬샤인의 전사들》
- 《갈매기B》 - 덕팔 역
- 《여자는 울지 않는다》
- 《사랑과 교육》
- 《사물의 안타까움성》 - 디미트리 역